# 2010년 동계 올림픽 스위스 선수단
2010년 동계 올림픽 스위스 선수단은 캐나다 밴쿠버에서 개최된 2010년 동계 올림픽에 참가한 올림픽 스위스 선수단이다.

## 메달 집계

### 종목별 메달 집계
| 종목            |   |   |   | 합계 |
| 스노보드        | 0 | 0 | 1 | 1    |
| 스키점프        | 2 | 0 | 0 | 2    |
| 알파인 스키     | 2 | 0 | 1 | 3    |
| 컬링            | 0 | 0 | 1 | 1    |
| 크로스컨트리    | 1 | 0 | 0 | 1    |
| 프리스타일 스키 | 1 | 0 | 0 | 1    |
| 합계            | 6 | 0 | 3 | 9    |

### 메달리스트
| 메달   | 이름                                                          | 종목            | 세부종목             |
| ------ | ------------------------------------------------------------- | --------------- | -------------------- |
| 금메달 | 지몬 아만                                                     | 스키점프        | 노멀힐 개인전        |
| 금메달 | 지몬 아만                                                     | 스키점프        | 라지힐 개인전        |
| 금메달 | 다리오 콜로냐                                                 | 크로스컨트리    | 남자 15km 프리       |
| 금메달 | 디디에 데파고                                                 | 알파인 스키     | 남자 활강            |
| 금메달 | 카를로 잔카                                                   | 알파인 스키     | 남자 대회전          |
| 금메달 | 미카엘 슈미드                                                 | 프리스타일 스키 | 남자 스키 크로스     |
| 동메달 | 올리비아 놉스                                                 | 스노보드        | 여자 스노보드 크로스 |
| 동메달 | 실비안 처르브리겐                                             | 알파인 스키     | 남자 복합            |
| 동메달 | 랠프 스톡일 잔 하우저 마르쿠스 에글러 시몬 스트러빈 토니 뮐러 | 컬링            | 남자부               |